# Frans Colruyt
Frans Colruyt (Halle, 23 augustus 1960) is een Belgisch ondernemer. Sinds 1 september 2012 leidde hij als commerciaal directeur, onder zijn neef, CEO Jef Colruyt, Colruyt Group, de retailgroep uit Halle die gegroeid is uit de winkelketen Colruyt, en tegenwoordig ook andere winkelformules en niet-retailactiviteiten heeft.

## Carrière
Na zijn studies werkte Frans Colruyt van 1987 tot 1989 als vertegenwoordiger in meetapparatuur bij de nv Phimar in Woutersbrakel. In 1989 ging Frans bij Colruyt aan de slag als arbeidsanalist. Hij had daarna verschillende functies binnen het bedrijf. Zo was hij dienstchef, afdelingschef, aankoper en directeur. Van oktober 2005 tot februari 2011 was hij directeur van Retail Partners (Spar en Alvo).
Frans Colruyt zorgde als crisismanager bij Spar voor een ommekeer. De keten had het tot dan heel moeilijk om rendabel te zijn en winst te maken. Onder leiding van Frans Colruyt verbeterden de resultaten fors. Hij deed dit door onder meer niet alles zelf te beslissen, maar de zelfstandigen van Spar bij de doorstart van de werkgroep te betrekken en door respectvol met hen om te gaan.
Sinds 1997 is Frans Colruyt bestuurder van Colruyt Group. In 2018 nam hij ontslag als commercieel directeur en werd opgevolgd door Marc Hofman.

## Persoonlijk
Frans Colruyt is het petekind van Jo Colruyt.
In 2011 nam hij een sabbatperiode van vijftien maanden om in september 2012 aan de top van het bedrijf terug te keren. Hij ondernam toen ook een pelgrimstocht naar Santiago de Compostella.